# Tomislav Premerl
Tomislav Premerl (Zagreb, 5. studenoga 1939. – Zagreb, 7. travnja 2018.) je hrvatski arhitekt i stručni pisac.

## Uvod
Arhitekt Tomislav Premerl jedan je od najutjecajnijih hrvatskih teoretičara i povjesničara arhitekture. Njegova knjiga „Hrvatska arhitektura između dva rata“ jedno je od temeljnih djela za razumijevanje hrvatske moderne. Već nakon prvog izdanja 1989. godine među stručnim krugovima zauzet će kultno mjesto.

## Biografija
Tomislav Premerl rođen je u Zagrebu 5. XI. 1939. godine. Osnovnu školu, niže razrede klasične gimnazije i Srednju tehničku građevinsku školu (arhitektonski odjel) polazio u Zagrebu. Na Arhitektonskom fakultetu Sveučilišta u Zagrebu  Arhivirana inačica izvorne stranice od 13. lipnja 2007. (Wayback Machine) diplomirao je 1969.godine, gdje je i obranio doktorsku disertaciju (Hrvatska moderna arhitektura između dva rata – nova tradicija) 1985. godine. 
Od 1963. godine kao student radio je u Regionalnom zavodu za zaštitu spomenika kulture u Zagrebu, a nakon diplome od 1969. do 1972. godine kao arhitekt – konzervator. Osim poslova upravnog postupka vodio je i zaštitne radove, projektirao je i izvodio rekonstrukcije i adaptacije, izrađivao studije za rekonstrukcije i sanacije objekata, radio je na obnovi pročelja povijesnih zgrada, te na prikupljanju i sistematizaciji arhitektonske dokumentacije objekata i urbanističkih cjelina. Sudjelovao je i na brojnim stručnim konzervatorskim skupovima u zemlji i inozemstvu (Budimpešta, Prag, Brno, Beograd, Zagreb, Split, Mostar).
Od 1972. do 1980. predavao je u Građevinskom školskom centru u Zagrebu stručne predmete (građevne konstrukcije, projektiranje, likovne umjetnosti). Od 1980. do 2004. godine radio je u Leksikografskom zavodu “Miroslav Krleža” kao urednik za likovnu struku. 
Od 1995. godine predaje “Sakralnu umjetnost” na Teološkom studiju Družbe Isusove, a od 2000. i na Filozofskom fakultetu Družbe Isusove u Zagrebu, te na doktorskom studiju istog fakulteta. Od 2006. godine predaje i na doktorskom studiju Alademija likovnih umjetnosti u Zagrebu|Akademije likovnih umjetnosti. Povremeni je član komisija za doktorate i mentor na Odsjeku za povijest umjetnosti na Filozofskom i na Arhitektonskom fakultetu u Zagrebu. 
Sudjelovao je brojnim na znanstvenim i stručnim skupovima. Drži predavanja, recenzira znanstvene tekstove i stručne knjige, povremeno sudjeluje u TV emisijama i na radiju. Sudjelovao je na nekoliko skupnih arhitektonskih izložaba (Izazov, 1971., Zagrebački salon, 1986., 1988.), te autorski priredio više kritičkih izložbi arhitekture u galeriji “Modulor” (Između moderne i avangarde 1990., Novija sakralna arhitektura u Zagrebu 1996., Nemoć devedesetih 2001.). Bio je član više stručnih odbora, komisija, ocjenjivačkih sudova, crkvenih odbora, a od 1999. do danas član je nadbiskupskog Povjerenstva za kulturna dobra, član je uredništva znanstvenog časopisa “Prostor” itd.  
Od 1970. godine do 1977. godine bio je član uredništva časopisa “Arhitektura”, samostalno uredivši nekoliko brojeva. Od 1977. do 1980. godine bio je član uredništva časopisa “Čovjek i prostor”, kojemu je 1981. i 1982. te ponovno 1987. do 1990. godine glavni i odgovorni urednik. Od 1995. do 1999. godine dopredsjednik je Udruženja hrvatskih arhitekata  Arhivirana inačica izvorne stranice od 12. srpnja 2007. (Wayback Machine) i voditelj Nakladničke djelatnosti.

## Konzervatorska i projektantska djelatnost

### Konzervatorski zahvati
- Rekonstrukcija i sanacija drvene kapele iz 17./ 18. st. u Lijevim Štefankima (1981.)

- Uređenje unutrašnjosti romaničke crkve Sv. Kvirina u Krku (1985.)

- Uređenje unutrašnjosti romaničke crkve Sv. Petra u Supetarskoj Dragi na Rabu (1988.)

- Preoblikovanje kapelice M. B. Lurdske u Portu na Krku (1985.)

- Uređenje stare samostanske crkve u Portu na Krku (1986.)

- Uređenje samostana franjevaca trećoredaca u Portu na Krku (1997.)

- Uređenje gotičkog svetišta crkve u Poljicama na Krku (1986.)

- Uređenje svetišta franjevačke crkve u Makarskoj (1989.)

- Uređenje stare crkve u Tučepima (1996.)

- Uređenje franjevačke crkve u Grudama, BiH (2004./2005.)

- Rekonstrukcija baroknog “poklonca” (2000.)

- Izvedba novog “poklonca” u Gornjoj Stubici (2002.)

- Izvedba novog “poklonca”  u Retkovcu u Zagrebu (2004.)

### Realizacije
- Crkva Sv. Ane kao dogradnja barokne župne crkve Sv. Mihaela na Prekrižju kod Krašića (1967.)

- Nova crkva i pastoralni centar Sv. Pavla Apostola u Retkovcu u Zagrebu (1990. – 1998.)

- Crkva Sv. Križa u Hižakovcu kraj Gornje Stubice (2004.)

- Crkva i pastoralni centar Sv. Benedikta u Mičevcu kraj Zagreba (projekt 2001., gradnja 2005.)

- Crkva Majke Božje Lurdske u Čulincu u Zagrebu. (projekt 2002., gradnja 2005.)

- Idealna rekonstrukcija kule i cinktora pavlinskog samostana na Veternici kraj Kuzminca (2005.).

## Publicistika
Od 1962. godine Tomislav Premerl objavljuje članke, kritike, studije i eseje s područja teorije arhitekture, likovnih umjetnosti, arhitektonske i likovne kritike, teorije i prakse zaštite spomeničke baštine i povijesti arhitekture. Posebno se bavi razvojem i analizom moderne arhitekture kod nas, te poviješću i teorijom sakralne umjetnosti. U znanstvenim časopisima, stručnom tisku, zbornicima, enciklopedijama, posebnim publikacijama i dnevnom tisku objavio više stotina radova, a kao glavni urednik uredio nekoliko knjiga (Tehnički fakulteti 1919. – 1994., Svetište Sv. Ksavera u Zagrebu, 1998., Zgrada Sveučilišta u Zagrebu, 1999.). 

### Knjige
- Hrvatska moderna arhitektura između dva rata – nova tradicija (NZ Matice hrvatske, 1989. i drugo izdanje 1990.)

- Zagreb – grad moderne arhitekture – stoljeće zagrebačke arhitekture (Durieux, Zagreb 2003.)

- Nastajanje u suncu – esej o makedonskoj arhitekturi (HMD, Zagreb 2003.)

- Prepoznavanje arhitekture (Matica hrvatska 2005.)

### Odabrani važniji stručni radovi i eseji
- Prostor, graditelj stila. Život umjetnosti, VI,1971, 14, str. 121 – 125

- Zaštita spomenika arhitekture i odnos prema kulturnom nasljeđu. Godišnjak zaštite spomenika kulture Hrvatske, 1/1975, str.33 – 38

- Vrednovanje i zaštita novije arhitekture. Arhitektura, XXXV, 1981, 176 – 177, str. 86 – 89

- Problem prezentacije arhitekture u enciklopedijama Leksikografskog zavoda. Radovi Leksikografskog zavoda Miroslav Krleža, sv. 1, Zagreb 1991, str. 109 – 120

- Dvije etičke koncepcije. Razlike u međuratnoj arhitekturi Sušaka i Rijeke. Umjetnost na istočnoj obali Jadrana u kontekstu europske tradicije. Zbornik radova sa znanstvenog skupa, Rijeka, 1993, str. 311 – 315

- Zajedništvo i funkcija umjetnosti u sakralnom prostoru. Radovi Leksikografskog zavoda Miroslav Krleža, sv. 6, Zagreb 1997, str. 91 – 107

- Kovačićeva moderna i njen odjek u hrvatskoj arhitekturi. Radovi Instituta za povijest umjetnosti 22, god. 22, Zagreb 1998, str. 151 – 162

- Crtež kao način mišljenja. Zbornik znanstvenog skupa «Crtež u znanosti». Sveučilište u Zagrebu i Geodetski fakultet, Zagreb, 1998, str.19 – 23

- Restauracija kao metoda građenja. Zagrebačka prvostolnica. Zbornik radova uz izložbu «Historicizam u Hrvatskoj», Muzej za umjetnost i obrt, zagreb, 2000, str. 62 – 71

- Nadrastanje vremena i stila. Bolleov Mirogoj. Zbornik radova uz izložbu «Historicizam u Hrvatskoj», Muzej za umjetnost i obrt, Zagreb 2000, str. 72 – 79

- Moderna arhitektura kao nezavršeni i trajni povijesni proces. Radovi Leksikografskog zavoda Miroslav Krleža, sv. 9, Zagreb, 2000, str. 209 – 218

- Estetika industrijske arhitekture – temelj moderne. Umjetnička vrijednost industrijskog nasljeđa. Zbornik radova znanstvenog skupa «Grad za 21. stoljeće». Psefizma, Društvo arhitekata, građevinara i geodeta karlovac, 2001, str.65 - 72

## Vanjske poveznice
- Premerl, Tomislav Hrvatska tehnička enciklopedija, portal hrvatske tehničke baštine. LZMK